# Curahuara de Carangas
Curahuara de Carangas är en ort i Bolivia.   Den ligger i departementet La Paz, i den västra delen av landet, 400 km väster om huvudstaden Sucre. Curahuara de Carangas ligger 3 945 meter över havet och antalet invånare är 1 613.
Terrängen runt Curahuara de Carangas är kuperad åt sydväst, men åt nordost är den platt. Trakten runt Curahuara de Carangas är nära nog obefolkad, med mindre än två invånare per kvadratkilometer.. Det finns inga andra samhällen i närheten.
Omgivningarna runt Curahuara de Carangas är i huvudsak ett öppet busklandskap.